# Le Scandale du père Brown
Le Scandale du père Brown est un recueil de huit nouvelles policières de Gilbert Keith Chesterton qui met en scène son détective catholique, le père Brown. L'ouvrage paraît chez l’éditeur Cassell and Co., à Londres, Angleterre, en mars 1935.
Ce sont les dernières enquêtes du père Brown, exceptions faites des nouvelles isolées, écrites après la parution de cet ultime volume. Elles ont été d'abord publiées, de façon irrégulière, dans le mensuel The Story-Teller, entre octobre 1932 et mars 1935. Toutefois, la nouvelle L'Homme vert reste inédite jusqu'à la parution du recueil.  
Comme à son habitude, Chesterton modifie volontairement dans le volume l'ordre chronologique de parution des nouvelles dans le mensuel. 

## Autres nouvelles
La nouvelle Le Vampire du village, achevée après la parution du volume et publiée dans le Strand Magazine en août 1936, est maintenant incluse dans les éditions anglaises de The Scandal of Father Brown.  En France, cette nouvelle a été traduite dans la revue Enigmatika (n° 10, juillet 1978) et reprise en 1984 dans l'anthologie Détectives and C° établie par François Rivière (Fernand Nathan, coll. « Arc-en-ciel Poche » n° 159). Elle a été intégrée au recueil en 2008, lors de la parution de l'intégrale des enquêtes du père Brown chez Omnibus.  Une autre nouvelle, Le Masque de Midas, retrouvée en 1988, et publiée en Angleterre en 1991, est aussi traduite dans l'intégrale française de 2008.  Enfin, une nouvelle écrite en 1914, L'Affaire Donnington, mais écartée par Chesterton du cycle, parce qu'étant une simple réponse à un défi littéraire que lui avait lancé Max Pemberton, se trouve elle aussi dans l'intégrale.

## Contenu du recueil
Le recueil The Scandal of Father Brown (1935) (Le Scandale du père Brown) regroupe les nouvelles suivantes :
1. The Scandal of Father Brown, publiée dans The Story-Teller, novembre 1933 (Le Scandale du père Brown)
2. The Quick One, publiée dans The Story-Teller, février 1934 (L'Homme Éclair)
3. The Blast of the Book ou The Five Fugitives, publiée dans The Story-Teller, octobre 1933 (Le Livre maudit)
4. The Green Man, publiée dans The Scandal of Father Brown, 1935 (L'Homme vert)
5. The Pursuit of Mr Blue ou Mr. Blue and Red, publiée dans The Story-Teller, juin 1934 (La Poursuite de Mr Bleu)
6. The Crime of the Communist, publiée dans The Story-Teller, septembre 1934 (Le Crime du communiste)
7. The Point of a Pin, publiée dans The Story-Teller, octobre 1932 (La Piqûre d'épingle)
8. The Insoluble Problem, publiée dans The Story-Teller, mars 1935 (L'Insoluble Problème)

## Édition française
- The Scandal of Father Brown (1935) Publié en français sous le titre Le Livre maudit, Lausanne, Éditions L'Âge d'Homme, 1936 ; réédition, Paris, Éditions Le Bateau ivre, 1946 ; réédition sous le titre Le Scandale du père Brown, Lausanne, L'Âge d'homme, 1982 ; réédition, Paris, 10/18 no 2092, 1990 ; réédition, Paris, Éditions Omnibus, 2008